# برج کبوتر محسن‌پور
برج کبوتر محسن پور اژیه مربوط به دوره قاجار است و در شهرستان اصفهان، بخش جلگه، شمال شرقی شهر اژیه، مزارع ساحل زاینده رود واقع شده و این اثر در تاریخ ۶ اسفند ۱۳۸۵ با شمارهٔ ثبت ۱۷۴۷۶ به‌عنوان یکی از آثار ملی ایران به ثبت رسیده است.